# بن بيتن
بن بيتن من مواليد 1977 هو ممثل بريطاني شارك في مسلسل ذا بيل من عام 2000-2002.

## روابط خارجية
- بن بيتن على موقع IMDb (الإنجليزية)
- بن بيتن على موقع قاعدة بيانات الفيلم (الإنجليزية)